# عزلة بني العاتي (حجة)
بني العاتي هي إحدى قرى الموسم